# Dayeuhluhur (Tempuran)
Dayeuhluhur is een bestuurslaag in het regentschap Karawang van de provincie West-Java, Indonesië. Dayeuhluhur telt 5941 inwoners (volkstelling 2010).